# جزيرة ليري (إيطاليا)
جزيرة ليري، هي إحدى مدن لاتسيو الإيطالية في مقاطعة فروزينوني.

## تاريخ
هي من أصل فولكان، حكم جزيرة ليري البيزنطيون ثم اللومبارديون بعد سقوط الإمبراطورية الرومانية الغربية.

## معالم سياحية
المشهد الرئيسي للمدينة هو Castello Boncompagni-Viscogliosi ، وهو قصر محصن بالقرب من شلالين، Cascata Grande و Cascata del Valcatoio، كل منهما حوالي 30 متر (98 قدم) عالية ، وجسر على النهر. تم ذكره لأول مرة في عام 1100. بعد استحواذ عائلة ديلا روفيري على دوقية سورا، أصبحت واحدة من مساكنهم الرئيسية. كما تم إيواؤها من قبل خلفائهم مثل الدوقات، Boncompagni ؛ في القرن السابع عشر تحولت كوستانزا سفورزا إلى قصر فاخر، مع اللوحات الجدارية التوراتية والمعتقدات الأساسية لأراضي الدوقية، بالإضافة إلى حديقة.
حوالي 2 كيلومتر (1.2 ميل) شمال المدينة هي كنيسة سان دومينيكو، التي أقيمت في القرن الثاني عشر، والتي يقال إنها تمثل موقع فيلا شيشرون.

## ثقافة
جزيرة ليري، هي مقر مهرجان البلوز الذي يحمل اسم ليري بلوز منذ عام 1988م، وهو مهرجان دولي مجاني منذ عامه الأول.
ليري بلوز؛ هو حدث يحدث كل عام خلال أسبوع في يوليو. تقام فيه الحفلات الموسيقية في الساحة الرئيسية (Piazza Boncompagni)، في الشوارع وتحدث جلسات المربى في وقت متأخر من الليل.
في عام 1997م، في النسخة العاشرة من المهرجان، وقعت جزيرة ليري مع مدينة نيو أورلينز (لويزيانا، الولايات المتحدة الأمريكية). 

## المدن التوأم
- New Orleans، United States